# Helcyra kibleri
Helcyra kibleri är en fjärilsart som beskrevs av Gustav Weymer 1913. Helcyra kibleri ingår i släktet Helcyra och familjen praktfjärilar. Inga underarter finns listade i Catalogue of Life.